# Ga Mok-dong
Ga Mok-dong là ga đường sắt trên Tàu điện ngầm vùng thủ đô Seoul tuyến 5.

## Bố trí ga
| Sinjeong ↑ |
| \| W/B     |
| ↓ Omokgyo  |

| Hướng Tây  | ●Tuyến 5 | ← Hướng đi Banghwa                      |
| Hướng Đông | ●Tuyến 5 | → Hướng đi Hanam Geomdansan · Macheon → |